# Schoolplein

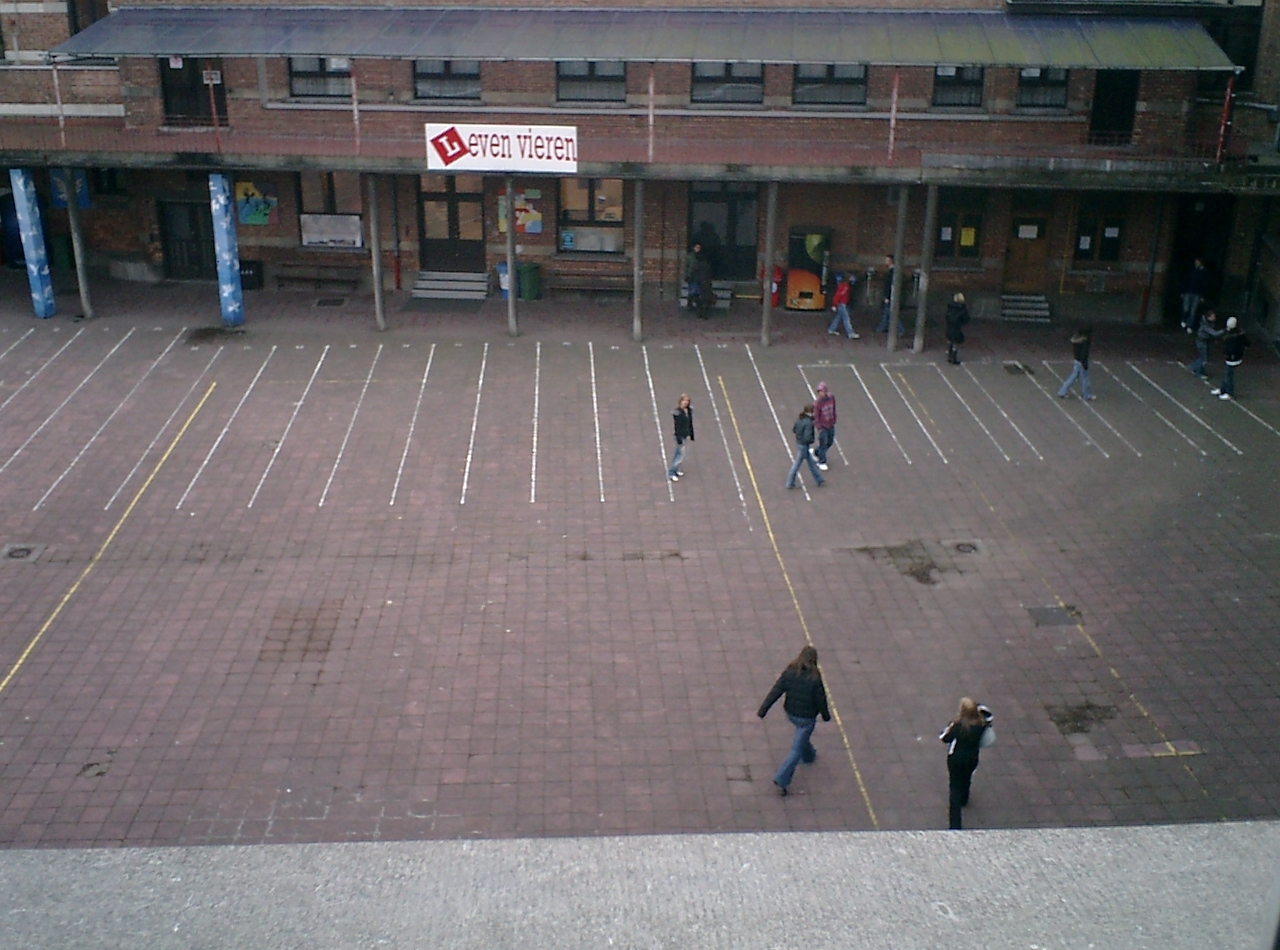
Speelplaats Burgerschool (Roeselare)

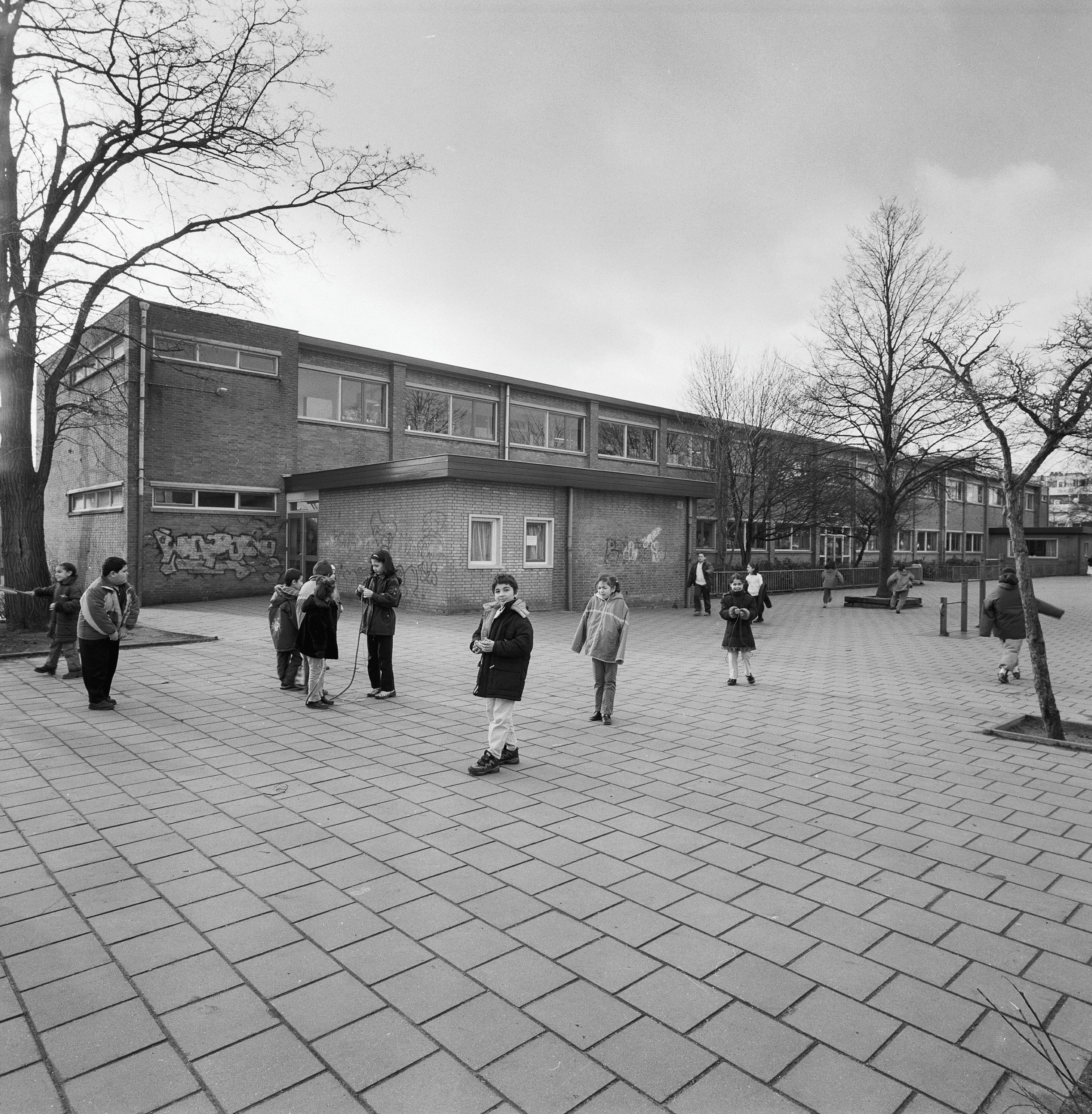
Kinderen spelen op een schoolplein in Utrecht (2002).

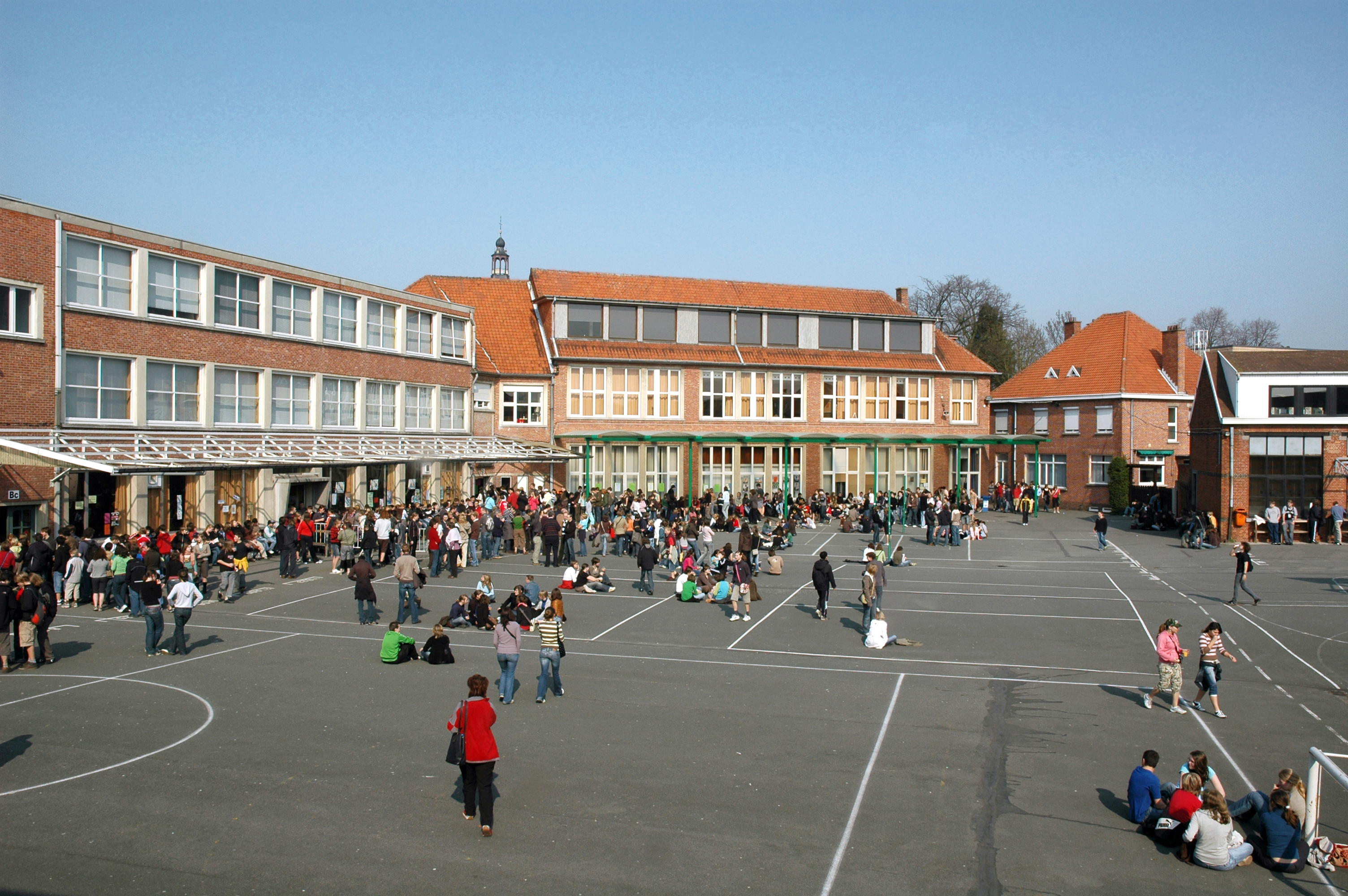
Verhard schoolplein van een middelbare school in Zele.

Het schoolplein of de speelplaats is een plein van de school waar leerlingen samenkomen als ze niet in een klaslokaal, gymzaal of refter zijn. Soms ligt het voor of omheen de school, maar soms omgekeerd, is het gebouw omheen de speelplaats gebouwd.
De indeling van een schoolplein verschilt:
- Bij de Nederlandse basisschool heeft het plein vaak veel speeltoestellen als klimrekken, bomen, een zandbak maar ook voetbaldoeltjes.
- In Vlaanderen spreekt men over de speelplaats, die meestal omgeven is door de schoolgebouwen. De kleuterschool vaak een afzonderlijke speelplaats, met zandbak, speeltoestellen.
  - Bij de lagere school heeft men de toestellen, klimrekken vaak aan de kant staan, zodat er voldoende speelruimte overblijft voor balsporten, touwtjespringen, hinkelparcours en ander kinderspel.

- Middelbare school: meestal een groot, eerder leeg betegeld plein met enkele banken. Vaak staan er wel een basketring, enkele bomen.[bron?]

Sinds 2020 is roken op het schoolplein in Nederland verboden.
Sedert 2008-2009 geldt een algemeen rookverbod in de Vlaamse scholen, inclusief de speelplaats.

## Groene speelplaatsen

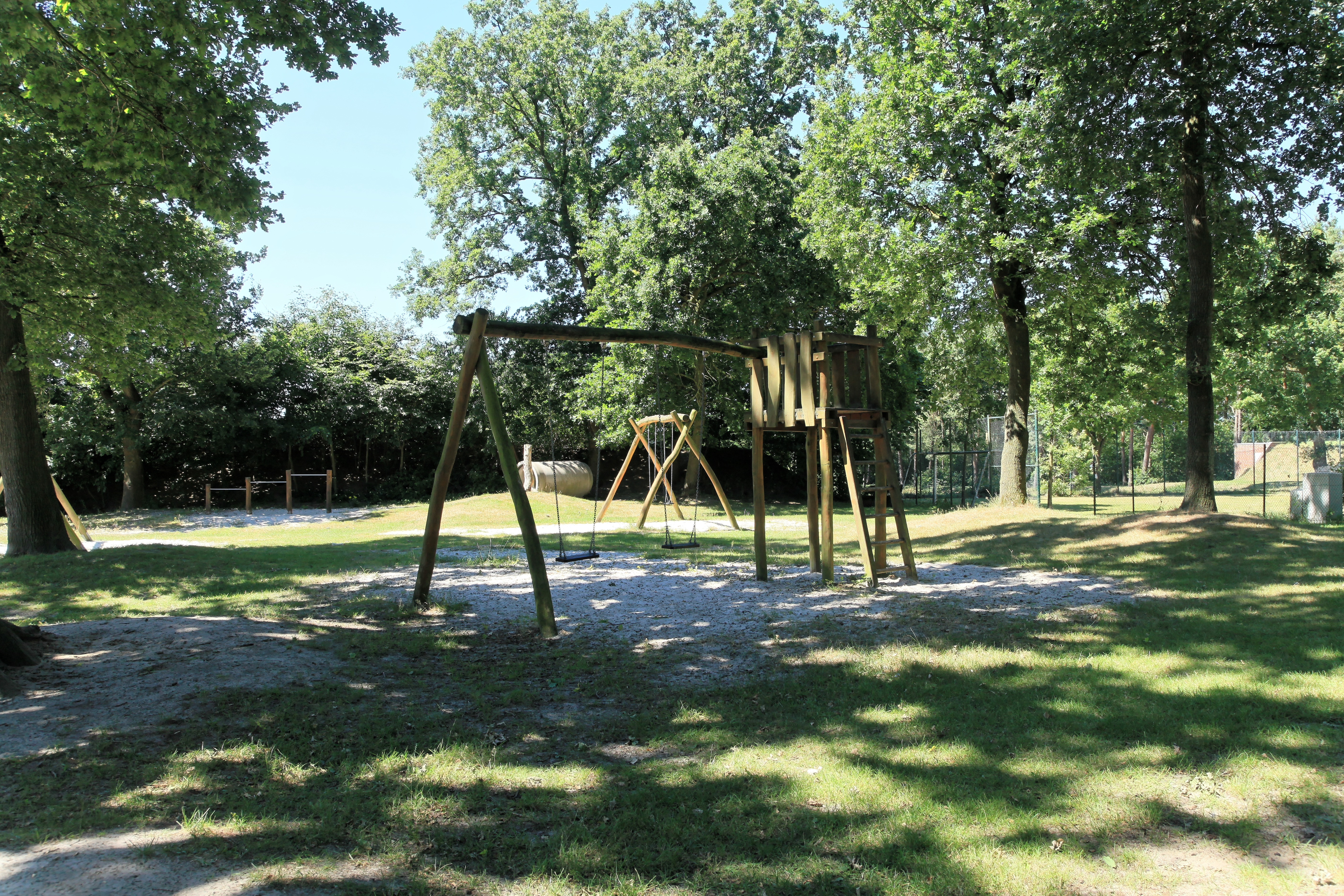
Video over groene speelplaatsen in Nederland
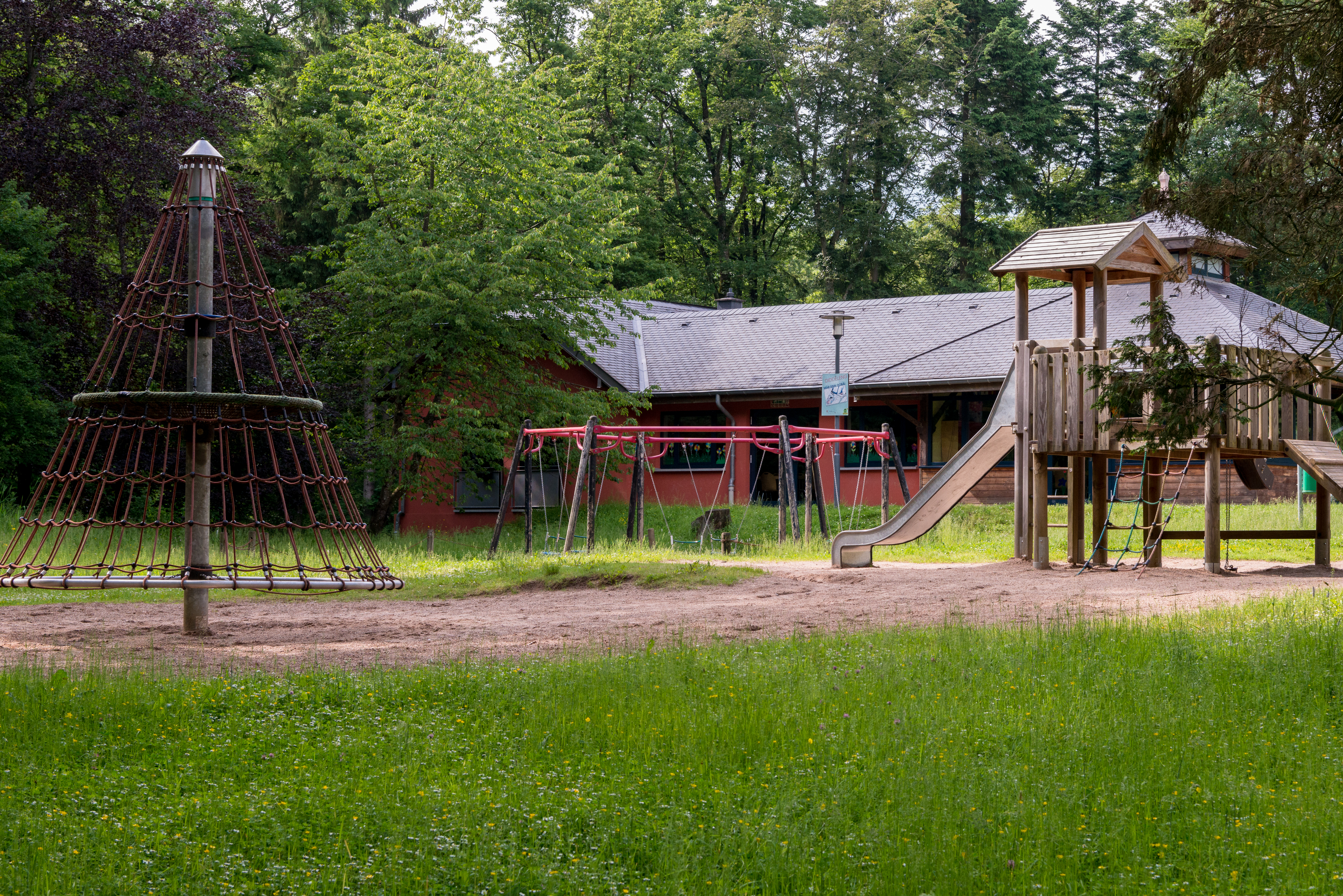
Groene speelplaats in Duitsland
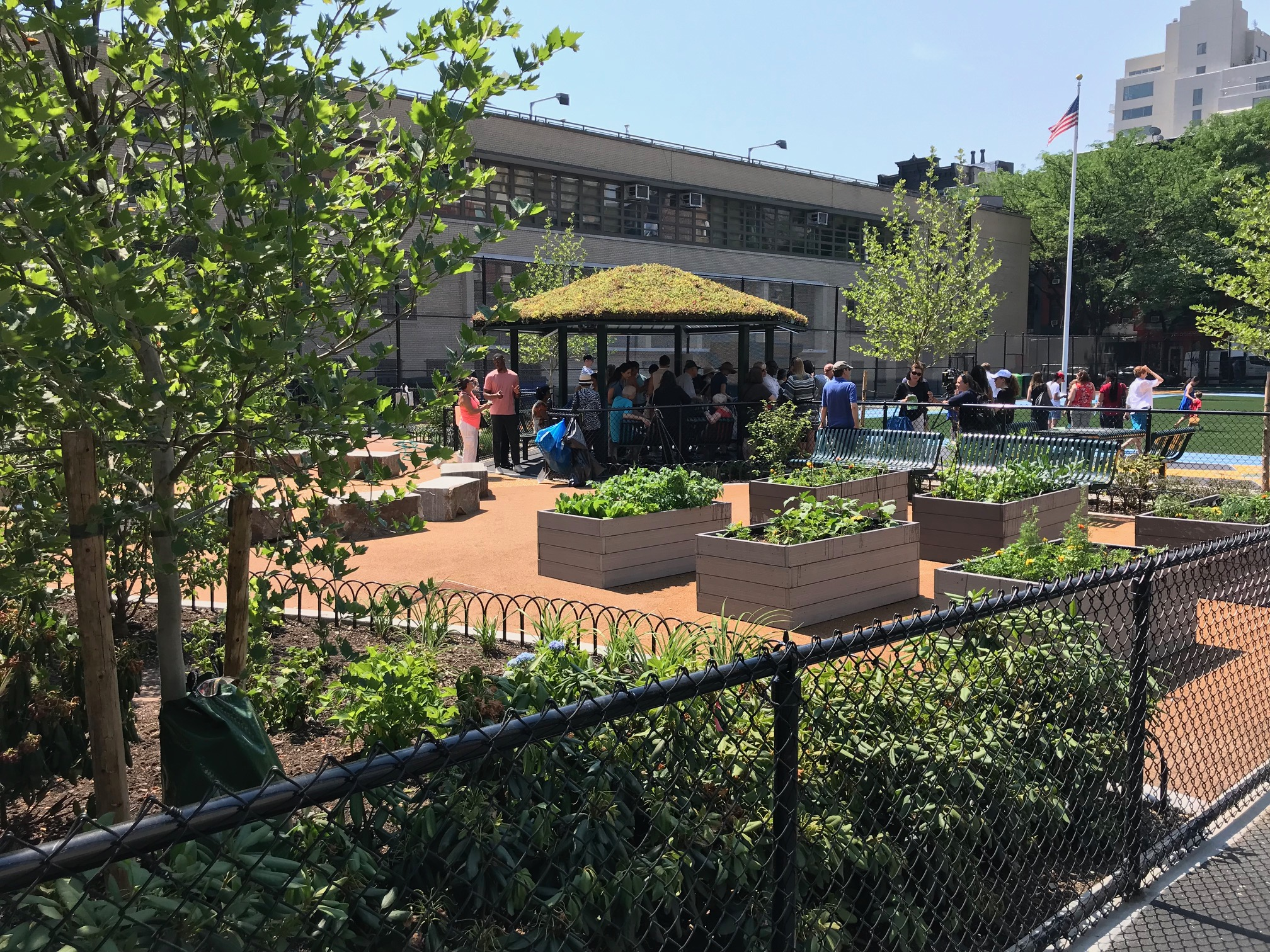
Groene speelplaats in Luxemburg
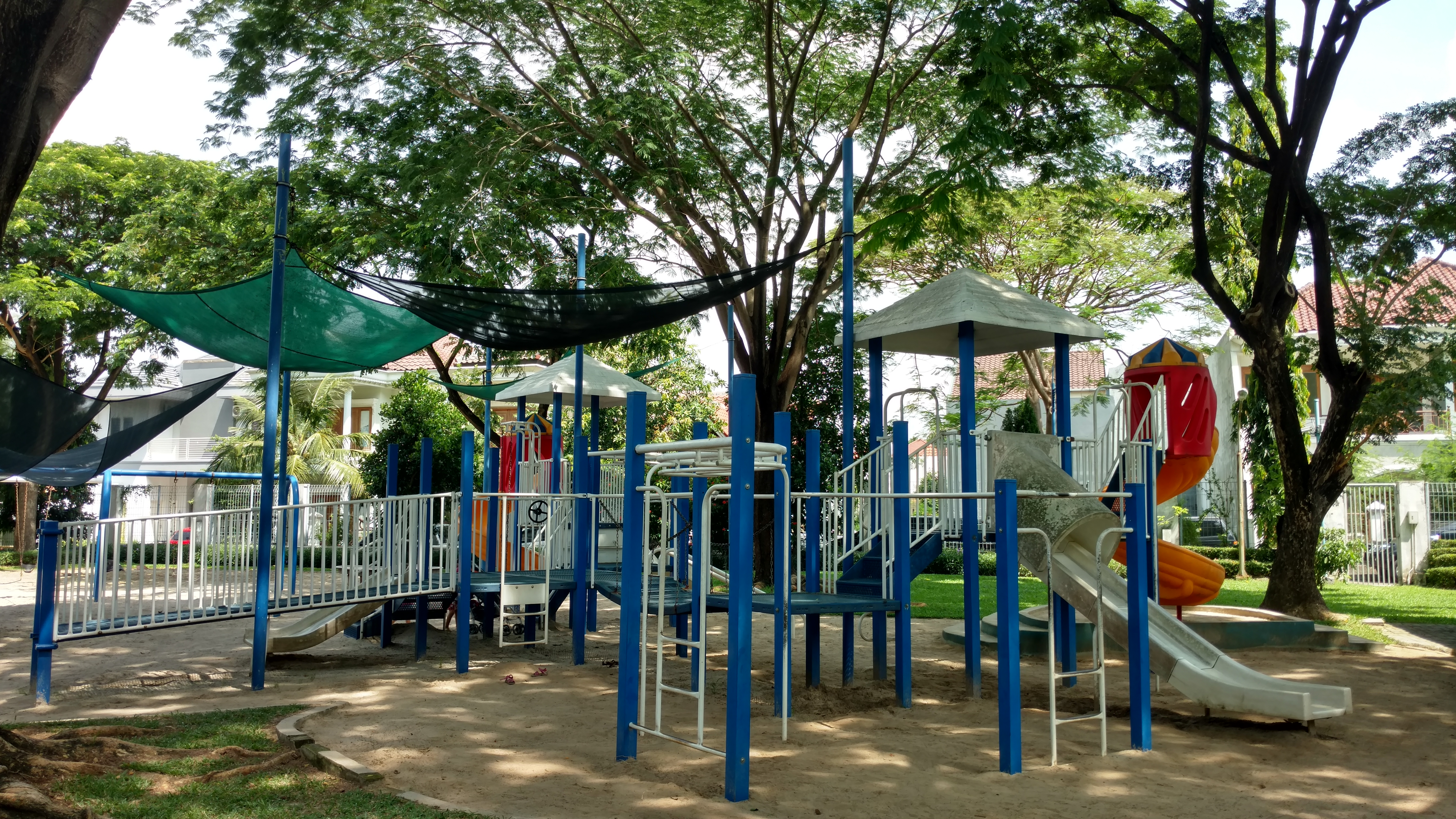
Groene speelplaats in New York
- Groene speelplaats in Indonesië